# Férfi négyesbob az 1948. évi téli olimpiai játékokon
Az 1948. évi téli olimpiai játékokon a bob férfi négyes versenyszámát február 6-án és 7-én rendezték. Az aranyérmet az amerikai Francis Tyler, Patrick Martin, Edward Rimkus, William D'Amico összeállítású négyes nyerte. A versenyen nem vett részt magyar csapat.

## Eredmények
A verseny négy futamból állt. A négy futam időeredményének összessége határozta meg a végső sorrendet. Az időeredmények másodpercben értendők. A futamok legjobb időeredményei vastagbetűvel olvashatóak.
| Helyezés | Csapat                                                                                              | 1.     | 2.     | 3.     | 4.     | Össz.  |
| -------- | --------------------------------------------------------------------------------------------------- | ------ | ------ | ------ | ------ | ------ |
| Arany    | Egyesült Államok (USA)-2 · Francis Tyler · Patrick Martin · Edward Rimkus · William D'Amico         | 1:17,1 | 1:19,6 | 1:21,4 | 1:22,0 | 5:20,1 |
| Ezüst    | Belgium (BEL) · Max Houben · Freddy Mansveld · Louis-Georges Niels · Jacques Mouvet                 | 1:17,3 | 1:20,9 | 1:22,0 | 1:21,1 | 5:21,3 |
| Bronz    | Egyesült Államok (USA)-1 · James Bickford · Thomas Hicks · Donald Dupree · William Dupree           | 1:17,4 | 1:20,7 | 1:21,8 | 1:21,6 | 5:21,5 |
| 4.       | Svájc (SUI)-1 · Fritz Feierabend · Friedrich Waller · Felix Endrich · Heinrich Angst                | 1:16,9 | 1:21,2 | 1:22,3 | 1:21,7 | 5:22,1 |
| 5.       | Norvégia (NOR)-1 · Arne Holst · Ivar Johansen · Reidar Berg · Alf Large                             | 1:17,3 | 1:20,8 | 1:21,4 | 1:23,0 | 5:22,5 |
| 6.       | Olaszország (ITA)-1 · Nino Bibbia · Giancarlo Ronchetti · Eidlberto Campadese · Luigi Cavalieri     | 1:18,2 | 1:20,8 | 1:22,1 | 1:21,9 | 5:23,0 |
| 7.       | Nagy-Britannia (GBR)-1 · William Coles · William McLean · Raymond Collings · George Holliday        | 1:18,5 | 1:20,9 | 1:21,5 | 1:23,0 | 5:23,9 |
| 8.       | Svájc (SUI)-2 · Franz Kapus · Werner Spring · Bernhard Schilter · Paul Eberhard                     | 1:17,6 | 1:20,8 | 1:22,3 | 1:24,7 | 5:25,4 |
| 9.       | Franciaország (FRA)-1 · René Charlet · Jean Morin · Jacques Descatoire · Amédée Ronzel              | 1:18,9 | 1:22,2 | 1:23,8 | 1:24,5 | 5:29,4 |
| 10.      | Norvégia (NOR)-2 · Bjarne Schrøen · Gunnar Thoresen · Arnold Dyrdahl · Benn John Valsø              | 1:20,0 | 1:22,6 | 1:23,6 | 1:23,5 | 5:29,7 |
| 11.      | Olaszország (ITA)-2 · Nino Rovelli · Enrico Airoldi · Vittorio Folonari · Remo Airoldi              | 1:19,8 | 1:22,8 | 1:23,2 | 1:24,4 | 5:30,2 |
| 12.      | Argentína (ARG) · Justo del Carril · Salvador Correa · Marcello de Ridder · Héctor Tomasi           | 1:20,5 | 1:23,4 | 1:24,5 | 1:24,5 | 5:32,9 |
| 13.      | Franciaország (FRA)-2 · Gilbert Achart-Picart · Félix Bonnat · Louis Saint-Calbre · Henri Evrot     | 1:20,7 | 1:24,7 | 1:24,7 | 1:25,3 | 5:35,4 |
| 14.      | Csehszlovákia (TCH) · Max Ippen · František Zajíšek · Ivan Šipajlo · Eduard Novotný                 | 1:20,6 | 1:24,1 | 1:25,4 | 1:25,4 | 5:35,5 |
| 15.      | Nagy-Britannia (GBR)-2 · Richard Jeffrey · Edgar Meddings · George Powell-Sheddon · James Iremonger | 1:20,8 | 1:24,3 | 1:29,8 | 1:26,2 | 5:41,1 |